# Antônio Manuel Correia de Miranda
Antônio Manuel Correa de Miranda, primeiro e único Barão de Cairari  (Igarapé-Miri, 18 de setembro de 1831 — Belém, 20 de agosto de 1903) foi um militar e político brasileiro.

## Biografia
O Barão de Cairari nasceu na rica e opulenta propriedade Santo Antônio, em 18 de setembro de 1831 e era filho do tenente-coronel das antigas milícias Manuel João Correia de Miranda e de Alexandrina Antônia Sousa Miranda. Foi casado com Leopoldina Campos e tiveram quatro filhos, dos quais apenas sobreviveram dois: Antônio Miranda Filho, nascido em Igarapé Miri (PA) em 1855 e falecido em Belém do Pará em 3 de abril de 1911, e Eufrosina Correia de Miranda da Gama e Silva, nascida em 27 de julho de 1863 e falecida em 2 de julho de 1947 no Rio de Janeiro.
Foi comerciante e proprietário de terras. Foi também deputado provincial, vereador da Câmara Municipal de Moju; Juiz de Paz; Guarda Nacional qualificado em 10 de julho de 1851, promovido a tenente da Oitava Companhia do Décimo primeiro Batalhão de Infantaria de "Igarapé-Miry" (grafado atualmente como Igarapé-Miri) em 25 de julho de 1854; a Capitão Comandante da segunda Companhia avulsa em 24 de maio de 1858; a Major comandante de uma seção de batalhão em 1 de maio de 1863; a tenente coronel comandante do 21 Batalhão de Infantaria, por decreto  de 20 de outubro de 1869; a Coronel comandante superior por decreto de 31 de dezembro de 1870, posto este em que foi reformado por decreto de 22 de junho de 1872.
Foi agraciado com o título de Barão de Cairari por Carta Imperial em 8 de agosto de 1888.
Está sepultado no Cemitério de Santa Izabel - Belém - Pará.